# Lepthyphantes cruciformis
Lepthyphantes cruciformis este o specie de păianjeni din genul Lepthyphantes, familia Linyphiidae, descrisă de Tanasevitch, 1989. Conform Catalogue of Life specia Lepthyphantes cruciformis nu are subspecii cunoscute.